# Pabianice (Silésie)
 (avril 2021).
Si vous disposez d'ouvrages ou d'articles de référence ou si vous connaissez des sites web de qualité traitant du thème abordé ici, merci de compléter l'article en donnant les références utiles à sa vérifiabilité et en les liant à la section « Notes et références ».
Pour les articles homonymes, voir Pabianice (homonymie).
Pabianice est une localité polonaise de la gmina de Janów, située dans le powiat de Częstochowa en voïvodie de Silésie.